# 米爾托納 (明尼蘇達州)
米爾托納（英語：Miltona）是一個位於美國明尼蘇達州道格拉斯縣的城市。

## 人口
根據2020年美國人口普查的數據，米爾托納的面積為1.74平方千米，當中陸地面積為1.74平方千米，而水域面積為0.00平方千米。當地共有人口431人，而人口密度為每平方千米248人。